# Liste jüdischer Bibliotheken
Jüdische Bibliotheken – meistens mit dem Sammelschwerpunkt Judaica und Hebraica – sind beispielsweise Bibliotheken einer Synagoge oder einer jüdischen Gemeinde, aber auch einer theologischen oder jüdischen Hochschule, oft mit dem Ziel der Lehre und Erforschung der Judaistik und Hebraistik. Bestimmte allgemeine Bibliotheken bieten auch das Sondersammelgebiet Judaica, so weist beispielsweise die Universitätsbibliothek Frankfurt das Sondersammelgebiet Judentum auf.
Daneben besitzen häufig auch Rabbinerseminare eigene Bibliotheken wie beispielsweise die großen Bibliotheken des Jewish Theological Seminary und des Leo Baeck College.
Erwähnt werden sollte auch die Israelische Nationalbibliothek mit ihren großen Judaica-Beständen.
Einen hohen Stellenwert haben auch jüdische Fachbibliotheken wie beispielsweise die Germania Judaica oder Bibliotheken zur Geschichte des Antisemitismus
und des Holocausts (beispielsweise die Anne-Frank-Shoah-Bibliothek oder die Wiener Library)
und auch Bibliotheken jüdischer Museen (wie beispielsweise die Bibliothek des Holocaust Museum Houston oder des
Jüdischen Museums in Frankfurt). Historisch bedeutsam sind auch die damalige Tempelbibliothek von Jerusalem oder die Bibliothek der Schriftrollen vom Toten Meer. Während der Ghettoisierung des Nationalsozialismus gab es Ghetto-Bibliotheken.
Eine bedeutende Fachbibliografie ist das Judaica-Portal Berlin-Brandenburg.

## Bibliotheken nach Staat

### Belgien
- Brüssel: Bibliothek des Jüdischen Museums Belgien

### Deutschland
- Berlin: Bibliothek der Jüdischen Gemeinde zu Berlin
- Berlin: Bibliotheken der Hochschule für die Wissenschaft des Judentums
- Breslau, siehe Breslauer Seminarbibliothek
- Dorsten: Bibliothek des Jüdischen Museums Westfalen
- Essen: Bibliothek des Salomon Ludwig Steinheim-Instituts
- Hamburg: Bibliothek des Instituts für die Geschichte der deutschen Juden
- Köln: Germania Judaica e.V. in der Zentralbibliothek der Stadt Köln
- Konstanz: Dr.-Erich-Bloch-und-Lebenheim-Bibliothek
- Leipzig: Anne-Frank-Shoah-Bibliothek

### Frankreich
- Paris: Maison de la culture yiddish – Bibliothèque Medem

### Großbritannien
- London: Wiener Library
- London: Bibliothek des Jews’ College

### Israel
- Jerusalem:  Israelische Nationalbibliothek

### Italien
- Parma: Biblioteca Palatina (Bibliothek von Giovanni Bernardo De Rossi)

### Litauen
- Vilnius: Öffentliche jüdische Bibliothek Vilnius

### Niederlande
- Amsterdam: Bibliothek Ets Haim
- Amsterdam: Bibliotheca Rosenthaliana

### Österreich
- Wien: Bibliothek des Jüdischen Museums Wien

### Polen
- Wrocław, siehe Breslauer Seminarbibliothek

### Schweiz
- Zürich: Bibliothek der Israelitischen Cultusgemeinde Zürich

### Vereinigte Staaten
- Cincinnati: Bibliothek des Hebrew Union College
- New York: Bibliothek des Jewish Theological Seminary

## Ehemalige Bibliotheken
- Hauptbibliothek der Judaistik
- Biblioteca della Comunità Israelitica
- Jüdische Lesehalle
- Tempelbibliothek von Jerusalem